# Žuvi
Jurica Žuvela (Split, 9. listopada 1991.) umjetničkog imena Žuvi je hrvatski glazbenik, tekstopisac i reper.

## Životopis
Žuvi  je na sceni odradio znakovit staž kao član bendova Ruganje, Extra i Mod Squad.  
Godine 2014. formirao je duo s Krešom Bengalkom pod nazivom "Krešo i Žuvi", te iste godine izbacuju album Brokva, koji je jako dobro prihvaćen od strane publike.   
Nedugo nakon toga Žuvi objavljuje pjesmu HNS u kojoj bez dlake na jeziku opisuje stanje u hrvatskom nogometu. 
Surađivao je još s drugim poznatim imenima kao što su Grše, Mister NO i Maja Bajamić.

## Diskografija
1. MOD Squad - Dim (2009.)
2. Ruganje - Ruganje Mixtape (2012.)
3. Krešo i Žuvi - Brokva (2014.)
4. Žuvi - Megamix (2017.)
5. Žuvi - Pločničke priče (2017.)
6. Žuvi - Žuvi - EP (2017.)
7. Žuvi - Slatke Brige (2019.)
8. Krešo i Žuvi - Vida (2019.)
9. Žuvi - Turboshow (2019.)
10. Žuvi - ST91 (2022.)
11. Žuvi - Turboshow 3 (2022.)
12. Žuvi - Pozdrav Brate (2023.)
13. Žuvi - Splicka Šema (2023.)
14. Žuvi - To Je Samo Ljubav - EP (2023.)

## Vanjeske poveznice
- Žuvi na YouTubeu
- Žuvi na Instagramu
- Žuvi  na Facebook-u